# Tesa
Tesa – nazwa marki (znana także jako Tesafilm), a równocześnie nazwa spółki tesa SE, należącej do koncernu Beiersdorf AG.
Grupa tesa opracowuje, wytwarza i sprzedaje pod wspólną marką taśmy samoprzylepne oraz rozwiązania systemowe do stosowania przez profesjonalistów oraz w przemyśle. W Niemczech tesa jest jedną z najlepiej rozpoznawalnych marek (według International Research 2004: 98%). Słowo Tesafilm weszło w Niemczech do języka potocznego, jako nazwa pospolita przezroczystej taśmy samoprzylepnej i zostało wprowadzone do słownika języka niemieckiego Duden. W Austrii w powszechnym użyciu jest słowo Tixo, które również jest nazwą marki, a prawa do niej posiada koncern Beiersdorf AG.

## Historia
Nazwa „tesa” to słowo wymyślone w roku 1906 przez Elsę Tesmer, która do momentu swojego ślubu w 1908 roku (nazwisko po mężu Karlau) pracowała biurze, a następnie, jako kierownik sekretariatu w firmie Beiersdorf. W roku 1960 napisała w liście: „Jak powstała nazwa tesa? W trakcie pracy w sekretariacie mieliśmy za zadanie tworzyć nazwy.” Elsa Tesmer wykonała to zadanie i stworzyła słowo pochodzące od sylab jej imienia i nazwiska (panieńskiego): Te- oraz -sa.
W tamtym czasie, firma wytwarzała przede wszystkim tubki do pasty do zębów, więc nowo wymyślona nazwa została wykorzystana dla jednej z opracowanych i opatentowanych w tym czasie przez Beiersdorf tubki na pastę Pebeco. Niestety, eksperyment z produkcją tubek nie do końca się powiódł, stąd też w roku 1926 nazwę marki przeniesiono na inny produkt opracowany przez przedsiębiorstwo: substancję do produkcji osłon na kiełbasy. Jednak i tym razem, nie udało się odnieść większego sukcesu.
W roku 1935 firma Beiersdorf AG stworzyła przezroczystą taśmę samoprzylepną, która trafiła do sprzedaży, jako „taśma Beiersdorf z kauczukową masą klejącą”. Sprzedaż produktu niestety nie odpowiadała pierwotnym oczekiwaniom. Z tego powodu jeden z pracowników firmy Beiersdorf, Hugo Kirchberg, wpadł na pomysł, aby nadać temu produktowi prostszą nazwę. Wybór po raz kolejny padł na słowo TESA. W liście napisanym w roku 1936, Kirchberg po raz pierwszy wspomina o taśmie samoprzylepnej tesa. Nie był to jedyny pomysł handlowca, na zwiększenie sprzedaży tego produktu. Stworzył on także dyspenser stacjonarny, który miał ułatwić pracę z taśmą samoprzylepną. Posługując się hasłami reklamowymi, które trafiały w ducha czasu, wspomniany dyspenser, znacznie przyczynił się do sukcesu odniesionego zarówno przez produkt, jak i nazwę.
Wprowadzenie w roku 1941 nazwy tesa jako marki parasolowej dla wszystkich produktów samoprzylepnych, wytwarzanych przez firmę Beiersdorf, znacząco zwiększyło prestiż marki. Aktualnie rodzina produktów tesa obejmuje 6500 rozwiązań przeznaczonych do stosowania przez profesjonalistów i w przemyśle. W roku 2001 spółka tesa SE została wyodrębniona z koncernu Beiersdorf AG jako niezależne przedsiębiorstwo (wówczas w formie spółki akcyjnej). Roczne obroty firmy w 2008 roku wyniosły 860 mln euro, z czego 78% stanowiły samoprzylepne rozwiązania systemowe dla przemysłu poligraficznego, papierniczego, elektronicznego i motoryzacyjnego.
Zakład w Hamburgu produkuje głównie produkty dla przemysłu motoryzacyjnego i elektronicznego. Taśma samoprzylepna i inne produkty dla indywidualnych odbiorców są wytwarzane w zakładzie tesa w Offenburgu.
W Austrii przedsiębiorstwo przejęło od firmy Kores markę TIXO, która cieszy się w Austrii taką samą popularnością jak tesa w Niemczech.
Od 30 marca 2009 roku przedsiębiorstwo działa jako tesa SE, czyli spółka europejska. W roku 2011 firma otrzymała zgodę na sprzedaż plastrów transdermalnych, rozpoczynając w ten sposób działalność na rynku farmaceutycznym.

## Liczby i fakty
tesa SE jest spółką w 100% zależną od koncernu Beiersdorf AG. W roku 1993 ówczesny oddział tesa koncernu Beiersdorf powodowany był kryzysem. Wskaźnik innowacyjności, tzn. udział w obrocie produktów opracowanych w ciągu ostatnich pięciu lat, wynosił jedynie 9,5%. Po zakończonej sukcesem restrukturyzacji i utworzeniu niezależnej spółki tesa SE wartość ta wzrosła do roku 2006 do poziomu 47%. W roku 2008 obroty wyniosły 860 mln Euro (2007: 856 mln Euro; 2006: 805 mln Euro; 2005: 735 mln Euro). W zarządzie firmy zasiadają: Thomas Schlegel (prezes zarządu), Jan Christoph Teetz (członek zarządu ds. finansów) i Robert Gereke (członek zarządu odpowiedzialny za sektor przemysłowy).

## Tesa jako nośnik danych
Przypadkowe odkrycie
Na skutek przypadku dwaj fizycy, Steffen Noehte oraz Matthias Gerspach, ówczesny student piszący pracę dyplomową, odkryli w marcu 1998 roku na Uniwersytecie w Mannheim (tuż przed prezentacją na targach CeBIT), że taśmę samoprzylepną można wykorzystać także jako nośnik danych. Pierwsze wsparcie finansowe dla pary naukowców przyznane zostało przez byłego członka zarządu SAP AG, Klausa Tschirę i założoną przez niego firmę European Media Laboratory (EML).
Firma tesa SE włączyła się w te badania i rozpoczęła współpracę z naukowcami ukierunkowaną na dalszy rozwój. W grudniu 2001 założyli wspólnie firmę tesa scribos GmbH w Heidelbergu, w której naukowcy posiadają 25%, a tesa SE 75% udziałów. Zespół mógł spokojnie kontynuować prace nad rozwojem wynalazku we własnym laboratorium. W pierwszej kolejności skupiono się na systemie identyfikacji produktów i ochronie marek przed fałszowaniem. W roku 2003 wprowadzono na rynek system tesa Holospot. Do tej pory jednak taśma samoprzylepna nie znalazła szerszego zastosowania jako nośniki pamięci masowej.
Zabezpieczenie przed fałszowaniem za pomocą miniaturowych hologramów
Sercem technologii tesa-Holospot jest mała etykieta wykonana ze specjalnego materiału polimerowego z umieszczonym na niej polem danych o rozmiarze tylko 1 mm². Umożliwia ono zapisanie informacji takich jak obrazy, logotypy lub dane tekstowe o wielkości 1 kB. Informacje mogą mieć postać mikrodruku lub przygotowanych komputerowo hologramów cyfrowych, które na życzenie mogą też być szyfrowane i które zapisuje się na naklejce Holospot w sposób zabezpieczony przed fałszowaniem. W zależności od wymaganego poziomu bezpieczeństwa informacje można odczytać za pomocą zwykłej lupy bądź tylko przez autoryzowany personel przy użyciu analogowych lub cyfrowych czytników. Nowa technologia umożliwia indywidualne oznakowanie każdego produktu a tym samym zapewnia jego autentyczność i łatwą rozpoznawalność.

## Źródło promieniowania rentgenowskiego
W roku 2008 naukowcy z University of California w Los Angeles udowodnili, że podczas rozwijania taśmy samoprzylepnej w próżni powstają promienie rentgenowskie. Promieniowanie jest na tyle silne, że umożliwia naświetlenie ogólnie dostępnych w handlu filmów rentgenowskich. Używanie taśmy samoprzylepnej na co dzień nie stwarza jednak zagrożenia dla użytkownika, gdyż ładunek elektrostatyczny niezbędny do wytworzenia promieni rentgenowskich, który powstaje podczas rozwijania taśmy, jest zbyt szybko rozpraszany w powietrzu, aby mogło powstać szkodliwe promieniowanie.

## Literatura
- Katrin Cura: Vom medizinischen Heftpflaster zum technischen Klebeband – 70 Jahre tesa w: Naturwissenschaftliche Rundschau, nr 59 (12), 2006, ISSN 0028-1050, s. 654–656.
- Tobias Kresse: Realisierung eines zylinderförmigen Volumendatenspeichers. 1 Auflage. dissertation.de, Berlin 2005, ISBN 3-89825-957-9 (praca doktorska na Uniwersytecie w Heidelbergu 2005).